# Санкт-Петербурзька духовна семінарія
Санкт-Петербурзька духовна семінарія — вищий навчальний заклад Санкт-Петербурзької єпархії Російської православної церкви, що готує священно- і церковнослужителів.

## Історія
У 1721, за наказом Петра I, архієпископом Новгородським Феодосієм Яновським при Олександро-Невському монастирі була заснована Слов'янська школа для навчання абетці, письму, арфі, арифметиці, граматиці і тлумачення євангельських блаженств.
У 1725 Слов'янська школа була перейменована на Слов'яно-греко-латинську семінарію. Учні набиралися з різних прошарків; їхня кількість сягала 100; вони писали і читали проповіді, вправлялися в диспутах; іноді йшли в російські місії за кордоном, в університет при Академії наук, в Колегію іноземних справ, в комісію із заснування народних училищ в Російській імперії, в головне народне училище.
У 1788 семінарія була перейменована на Головну семінарію, куди викликалися кращі вихованці з інших семінарій для приготування до викладацької роботи.
Коло предметів викладання було розширене. Семінарія містилася в корпусі біля церкви князя Феодора в Олександро-Невському монастирі.
У 1797 — 1809 носила назву Олександро-Невської академії.
Єпархіальним архієреям пропонувалося відправляти в академію кожні два роки по двоє кращих учнів. 

Будівля СПбС на початку XX століття

В результаті загальної реформи духовної освіти на початку 1809 року академія була розділена на три навчальні заклади, які розміщувалися раніше в Олександро-Невській лаврі: Санкт-Петербурзьку духовну академію (вища школа), Санкт-Петербурзьку духовну семінарію (середня школа) і Олександро-Невське духовне училище (нижча школа).
У 1841 семінарія була переведена за стіни монастиря в нову окрему будівлю, побудовану за проектом архітектора А. Щедріна, в якому вона розміщується і дотепер. Семінарський храм освятили в ім'я св. апостола Іоанна Богослова (спочатку був суміщений з актовим залом; в 1888 перенесений на верхній поверх прибудованого до будівлі семінарії церковного флігеля).
З перейменуванням Санкт-Петербурга в Петроград семінарія стала іменуватися Петроградською.
У 1918 Петроградські духовні школи були закриті.
У 1946 духовна семінарія, що називалася тепер Ленінградською, була знову відкрита. З цього року і понині Санкт-Петербурзькі духовні академія і семінарія здійснюють свою діяльність в будівлі колишньої Петроградської духовної семінарії.

## Ректори
- ієромонах Гавриїл Кременецький (1743—1748)
- ієродиякон Никодим Пученков (1748—1756)
- ієромонах Сильвестр Страгородський (1756—1757)
- ієромонах Іоаникій Святковський, в. о.
- ієромонах Гавриїл Огінський, в. о.
- ієромонах Арсеній Верещагін, в. о.
- архімандрит Ісаія Германовський (1765−1770)
- архімандрит Веніамін Краснопевков-Румовський (1770—1774)
- архімандрит Іоанникій Орловський (1774−1783)
- Веніамін Багрянський (1782 — ?)
- Іннокентій Дубравицький (12 октября 1788—1795)
- Антоній Знаменський (1795—1799)
- Флавіан Ласкін (5 лютого 1804 — 2 лютого 1808)
- Анатолій Максимович (1809—1812)
- Мефодій Пишнячевський (1812—1813)
- Іннокентій Смірнов (вересень 1813—1819)
- Полікарп Гайтанніков (1819—1824)
- Нафанаїл Павловський (1827)
- Владімір Алявдін (15 жовтня 1827 — 25 вересня 1829)
- Макарій Зімін (1836—1838)
- Афанасій Соколов (7 березня 1838 — 25 червня 1841)
- Феогност Лебедєв (24.07.1841 — 1848)
- Христофор Еммауський (21 жовтня 1848 — 8 лютого 1849)
- Іоанникій Горський (2 квітня 1850 — 16 січня 1855)
- Нектарій Надеждін (2.04.1857 — 1859)
- Леонтій Лебединський (17.05.1859 — 1860)
- Платон Троєпольський (21.03.1860 — 1864)
- Палладий Раєв-Писарєв (2.12.1864 — 1866)
- Павєл Лебедєв (20.12.1866 — 1868)
- Хрисанф Ретівцев (8.01.1869 — 1874)
- Василь Княжинський (1875—1880)
- Миколай Розанов (1880—1889)
- Миколай Налімов (21.03. 1889—1890)
- Антоній Храповицький (1890—1891)
- Питирим Окнов (11.01. 1891—1894)
- Іннокентій Фігуровський (1894—1895)
- Павєл Поспєлов (липень 1895 — листопад 1895)
- Мефодій Вєліканов (листопад 1897 — липень 1899)
- Сергій Тихоміров (липень 1899—1905)
- Веніямін Казанський (1905—1909)
- Василь Мартінсон (1910—1918)
- Ісидор Богоявленський (1946—1947)
- Олександр Осипов (1947—1948) в. о.
- Симеон Бичков (20 квітня 1948 — 30 червня 1952)
- Михайло Сперанський (1952 — 16 серпня 1966)
- Михайло Мудьюгін (16 серпня 1966 — 30 липня 1968)
- Герман Тимофеєв (28 листопада 1968 — 25 червня 1970)
- Мелитон Соловйов (25 червня 1970 — 26 грудня 1974)
- Кирил Гундяєв (26 грудня 1974 — 26 грудня 1984)
- Мануїл Павлов (29 грудня 1984 — 2 березня 1986) в. о.
- Микола Гундяєв (2 березня 1986 — 22 червня 1987) в. о. до 15 березня 1986
- Владімір Сорокін (22 червня 1987 — 12 серпня 1992) в. о. до 21 серпня 1987
- Василь Стойков (12 серпня 1992 — 17 липня 1996) в. о. до 19 червня 1993
- Константин Горянов (17 липня 1996 — 6 жовтня 2008)
- Амвросій Єрмаков (з 6 жовтня 2008)